# Danh sách mùa giải của Manchester United F.C.

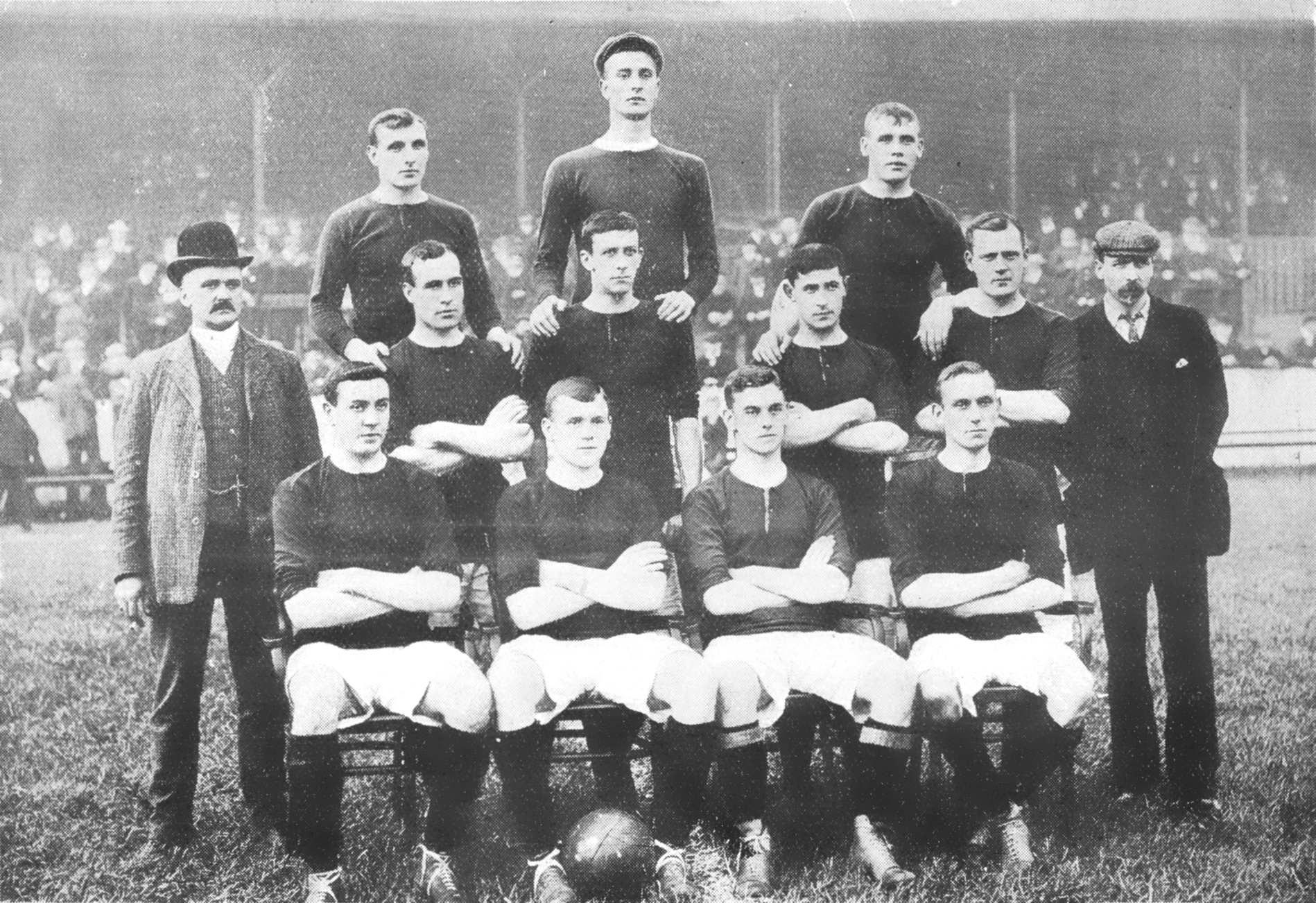
Manchester United vào đầu mùa giải 1905-1906, mùa giải họ về nhì ở giải hạng hai và giành quyền lên hạng.

Câu lạc bộ bóng đá Manchester United là câu lạc bộ bóng đá chuyên nghiệp Anh có trụ sở tại Old Trafford, Greater Manchester. Câu lạc bộ thành lập tại Newton Heath vào năm 1878 với cái tên Newton Heath LYR F.C. Tháng 10 năm 1886 câu lạc bộ có trận đấu chính thức đầu tiên tại vòng một Cúp FA 1886-87. Câu lạc bộ đổi tên thành Manchester United F.C. vào năm 1902, và chuyển đến Old Trafford vào năm 1910.
Câu lạc bộ đã giành được tổng cộng 66 danh hiệu lớn, trong đó đạt kỉ lục 20 lần vô địch hạng đấu cao nhất nước Anh (kỷ lục 13 lần đăng quang ở Premier League), kỉ lục 12 lần vô địch Cúp FA, 5 lần vô địch League Cup, đạt kỷ lục 21 lần vô địch Siêu cúp Anh (bao gồm bốn danh hiệu chung), 3 lần đoạt cúp Châu Âu, 1 lần đoạt Cúp C2, 1 lần đoạt UEFA Cup, 1 lần đoạt Siêu Cup châu Âu, 1 lần đoạt FIFA Club World Cup và 1 lần đoạt Cúp Liên lục địa. Tính đến cuối mùa giải 2013-14, họ đã thi đấu tổng cộng 5.390 trận thi đấu.
Danh sách này liệt kê chi tiết thành tích của câu lạc bộ trong các giải đấu lớn và các cầu thủ ghi bàn hàng đầu cho mỗi mùa giải. Các cầu thủ được tô đậm cũng là đồng thời là các cầu thủ ghi bàn hàng đầu ở giải vô địch quốc gia Anh mùa giải đó. Thành tích tại các giải đấu như Lancashire Cup hay Manchester and District Challenge Cup ít quan trọng hơn so với Cúp FA và League Cup nên không được cập nhật.

## Lịch sử
Trong mùa giải 1998-99, Câu lạc bộ Manchester United trở thành đội bóng Anh đầu tiên đạt được cú ăn ba - vô địch Ngoại hạng Anh, Cúp FA và UEFA Champions League trong một mùa giải. Trận chung kết Champions League hết sức thú vị khi United bị dẫn 1-0 khi trận đấu chỉ còn 1 phút, tuy nhiên hai bàn thắng ghi được ở phút bù giờ đã giúp họ giành được chiến thắng từ tay Bayern München. Hai tiền vệ trung tâm chủ chốt của United, Roy Keane và Paul Scholes, không được dự trận đấu này vì bị treo giò. Sau đó Ferguson được phong tước hiệp sĩ vì những đóng góp cho bóng đá Anh.

## Chú giải
| - ST = Số trận - T = Số trận thắng - H = Số trận hòa - B = Số trận thua - BT = Bàn thắng - BB = Bàn thua - Đ = Điểm số - VT = Vị trí | - Alli. = Football Alliance - Comb. = The Combination - H1 = Hạng nhất - H2 = Hạng hai - NHA = Giải ngoại hạng Anh | - CK = Chung kết - VB = Vòng bảng - TK = Tứ kết - VL1 = Vòng loại đầu tiên - VL2 = Vòng loại thứ hai - VL3 = Vòng loại thứ ba - VL4 = Vòng loại thứ tư - VTG = Vòng trung gian | - V1 = Vòng 1 - V2 = Vòng 2 - V3 = Vòng 3 - V4 = Vòng 4 - V5 = Vòng 5 - V6 = Vòng 6 - BK = Bán kết |

| Vô địch | Á quân | Lên hạng | Xuống hạng |

## Danh sách các mùa giải
| Mùa giải  | Hạng                  | ST                    | T                     | H                     | B                     | BT                    | BB                    | Đ                     | VT                    | Cúp FA  | Cúp Liên đoàn | Siêu cúp Anh | Cúp châu Âu/Cúp thế giới                                                                                                | Tên                                          | Số bàn       |
| Mùa giải  | Giải vô địch quốc gia | Giải vô địch quốc gia | Giải vô địch quốc gia | Giải vô địch quốc gia | Giải vô địch quốc gia | Giải vô địch quốc gia | Giải vô địch quốc gia | Giải vô địch quốc gia | Giải vô địch quốc gia | Cúp FA  | Cúp Liên đoàn | Siêu cúp Anh | Cúp châu Âu/Cúp thế giới                                                                                                | Vua phá lưới                                 | Vua phá lưới |
| --------- | --------------------- | --------------------- | --------------------- | --------------------- | --------------------- | --------------------- | --------------------- | --------------------- | --------------------- | ------- | ------------- | ------------ | --- | -------------------------------------------- | ------------ |
| 1886-87   | n/a                   | n/a                   | n/a                   | n/a                   | n/a                   | n/a                   | n/a                   | n/a                   | n/a                   | V1      |               |              | | Jack Doughty                                 | 2            |
| 1888-89   | Comb.                 | 12                    | 8                     | 2                     | 2                     | 27                    | 13                    | 18                    | n/a                   | n/a     |               |              | | Jack Doughty Roger Doughty                   | 6            |
| 1889-90   | Alli.                 | 22                    | 9                     | 2                     | 11                    | 40                    | 45                    | 20                    | Hạng 8                | V1      |               |              | | Willie Stewart                               | 10           |
| 1890-91   | Alli.                 | 22                    | 7                     | 3                     | 12                    | 37                    | 55                    | 17                    | Hạng 9                | VL2     |               |              | | Robert Ramsay                                | 7            |
| 1891-92   | Alli.                 | 22                    | 12                    | 7                     | 3                     | 69                    | 33                    | 31                    | Hạng 2                | VL4     |               |              | | Bob Donaldson Alf Farman                     | 20           |
| 1892-93   | H1                    | 30                    | 6                     | 6                     | 18                    | 50                    | 85                    | 18                    | Hạng 16               | V1      |               |              | | Bob Donaldson                                | 16           |
| 1893-94   | H1                    | 30                    | 6                     | 2                     | 22                    | 36                    | 72                    | 14                    | Hạng 16               | V2      |               |              | | Bob Donaldson                                | 10           |
| 1894-95   | H2                    | 30                    | 15                    | 8                     | 7                     | 78                    | 44                    | 38                    | Hạng 3                | V1      |               |              | | Dick Smith                                   | 20           |
| 1895-96   | H2                    | 30                    | 15                    | 3                     | 12                    | 66                    | 57                    | 33                    | Hạng 6                | V2      |               |              | | Joe Cassidy                                  | 16           |
| 1896-97   | H2                    | 30                    | 17                    | 5                     | 8                     | 56                    | 34                    | 39                    | Á quân                | V3      |               |              | | Joe Cassidy                                  | 25           |
| 1897-98   | H2                    | 30                    | 16                    | 6                     | 8                     | 64                    | 35                    | 38                    | Hạng 4                | V2      |               |              | | Henry Boyd                                   | 22           |
| 1898-99   | H2                    | 34                    | 19                    | 5                     | 10                    | 67                    | 43                    | 43                    | Hạng 4                | V1      |               |              | | Joe Cassidy                                  | 20           |
| 1899-1900 | H2                    | 34                    | 20                    | 4                     | 10                    | 63                    | 27                    | 44                    | Hạng 4                | VL3     |               |              | | Joe Cassidy                                  | 16           |
| 1900-01   | H2                    | 34                    | 14                    | 4                     | 16                    | 42                    | 38                    | 32                    | Hạng 10               | V1      |               |              | | Tom Leigh                                    | 14           |
| 1901-02   | H2                    | 34                    | 11                    | 6                     | 17                    | 38                    | 53                    | 28                    | Hạng 15               | VTG     |               |              | | Stephen Preston                              | 11           |
| 1902-03   | H2                    | 34                    | 15                    | 8                     | 11                    | 53                    | 38                    | 38                    | Hạng 5                | V2      |               |              | | Jack Peddie                                  | 15           |
| 1903-04   | H2                    | 34                    | 20                    | 8                     | 6                     | 65                    | 33                    | 48                    | Hạng 3                | V2      |               |              | | Tommy Arkesden                               | 15           |
| 1904-05   | H2                    | 34                    | 24                    | 5                     | 5                     | 81                    | 30                    | 53                    | Hạng 3                | VTG     |               |              | | Jack Peddie                                  | 17           |
| 1905-06   | H2                    | 38                    | 28                    | 6                     | 4                     | 90                    | 28                    | 62                    | Á quân                | V4      |               |              | | Jack Picken                                  | 25           |
| 1906-07   | H1                    | 38                    | 17                    | 8                     | 13                    | 53                    | 56                    | 42                    | Hạng 8                | V1      |               |              | | George Wall                                  | 13           |
| 1907-08   | H1                    | 38                    | 23                    | 6                     | 9                     | 81                    | 48                    | 52                    | Vô địch               | V4      |               | Vô địch      | | Sandy Turnbull                               | 27           |
| 1908-09   | H1                    | 38                    | 15                    | 7                     | 16                    | 58                    | 68                    | 37                    | Hạng 13               | Vô địch |               |              | | Jimmy Turnbull                               | 22           |
| 1909-10   | H1                    | 38                    | 19                    | 7                     | 12                    | 69                    | 61                    | 45                    | Hạng 5                | V1      |               |              | | George Wall                                  | 14           |
| 1910-11   | H1                    | 38                    | 22                    | 8                     | 8                     | 72                    | 40                    | 52                    | Vô địch               | V3      |               |              | | Enoch West                                   | 20           |
| 1911-12   | H1                    | 38                    | 13                    | 11                    | 14                    | 45                    | 60                    | 37                    | Hạng 13               | V4      |               | Vô địch      | | Enoch West                                   | 23           |
| 1912-13   | H1                    | 38                    | 19                    | 8                     | 11                    | 69                    | 43                    | 46                    | Hạng 4                | V3      |               |              | | Enoch West                                   | 22           |
| 1913-14   | H1                    | 38                    | 15                    | 6                     | 17                    | 52                    | 62                    | 36                    | Hạng 14               | V1      |               |              | | George Anderson                              | 15           |
| 1914-15   | H1                    | 38                    | 9                     | 12                    | 17                    | 46                    | 62                    | 30                    | Hạng 18               | V1      |               |              | | George Anderson                              | 10           |
| 1915-19   | Không tổ chức         | -                     | -                     | -                     | -                     | -                     | -                     | -                     | -                     |         |               |              | | -                                            | -            |
| 1919-20   | H1                    | 42                    | 13                    | 14                    | 15                    | 54                    | 50                    | 40                    | Hạng 12               | V2      |               |              | | Joe Spence                                   | 14           |
| 1920-21   | H1                    | 42                    | 15                    | 10                    | 17                    | 64                    | 68                    | 40                    | Hạng 13               | V1      |               |              | | Tom Miller Teddy Partridge                   | 8            |
| 1921-22   | H1                    | 42                    | 8                     | 12                    | 22                    | 41                    | 73                    | 28                    | Hạng 22               | V1      |               |              | | Joe Spence                                   | 15           |
| 1922-23   | H2                    | 42                    | 17                    | 14                    | 11                    | 51                    | 36                    | 48                    | Hạng 4                | V2      |               |              | | Ernie Goldthorpe                             | 14           |
| 1923-24   | H2                    | 42                    | 13                    | 14                    | 15                    | 52                    | 44                    | 40                    | Hạng 14               | V2      |               |              | | Arthur Lochhead                              | 14           |
| 1924-25   | H2                    | 42                    | 23                    | 11                    | 8                     | 57                    | 23                    | 57                    | Á quân                | V1      |               |              | | William Henderson                            | 14           |
| 1925-26   | H1                    | 42                    | 19                    | 6                     | 17                    | 66                    | 73                    | 44                    | Hạng 9                | Bán kết |               |              | | Frank McPherson                              | 20           |
| 1926-27   | H1                    | 42                    | 13                    | 14                    | 15                    | 52                    | 64                    | 40                    | Hạng 15               | V3      |               |              | | Joe Spence                                   | 19           |
| 1927-28   | H1                    | 42                    | 16                    | 7                     | 19                    | 72                    | 80                    | 39                    | Hạng 18               | V6      |               |              | | Joe Spence                                   | 24           |
| 1928-29   | H1                    | 42                    | 14                    | 13                    | 15                    | 66                    | 76                    | 41                    | Hạng 12               | V4      |               |              | | Jimmy Hanson                                 | 20           |
| 1929-30   | H1                    | 42                    | 15                    | 8                     | 19                    | 67                    | 88                    | 38                    | Hạng 17               | V3      |               |              | | Harry Rowley Joe Spence                      | 12           |
| 1930-31   | H1                    | 42                    | 7                     | 8                     | 27                    | 53                    | 115                   | 22                    | Hạng 22               | V4      |               |              | | Tom Reid                                     | 20           |
| 1931-32   | H2                    | 42                    | 17                    | 8                     | 17                    | 71                    | 72                    | 42                    | Hạng 12               | V3      |               |              | | Joe Spence                                   | 19           |
| 1932-33   | H2                    | 42                    | 15                    | 13                    | 14                    | 71                    | 68                    | 43                    | Hạng 6                | V3      |               |              | | Bill Ridding                                 | 11           |
| 1933-34   | H2                    | 42                    | 14                    | 6                     | 22                    | 59                    | 85                    | 34                    | Hạng 20               | V3      |               |              | | Neil Dewar                                   | 8            |
| 1934-35   | H2                    | 42                    | 23                    | 4                     | 15                    | 76                    | 55                    | 50                    | Hạng 5                | V4      |               |              | | George Mutch                                 | 19           |
| 1935-36   | H2                    | 42                    | 22                    | 12                    | 8                     | 85                    | 43                    | 56                    | Vô địch               | V4      |               |              | | George Mutch                                 | 23           |
| 1936-37   | H1                    | 42                    | 10                    | 12                    | 20                    | 55                    | 78                    | 32                    | Hạng 21               | V4      |               |              | | Tommy Bamford                                | 15           |
| 1937-38   | H2                    | 42                    | 22                    | 9                     | 11                    | 82                    | 50                    | 53                    | Á quân                | V5      |               |              | | Harry Baird Tommy Bamford                    | 15           |
| 1938-39   | H1                    | 42                    | 11                    | 16                    | 15                    | 57                    | 65                    | 38                    | Hạng 14               | V3      |               |              | | Jimmy Hanlon                                 | 12           |
| 1939-40   | H1                    | 3                     | 1                     | 1                     | 1                     | 5                     | 3                     | 3                     | Hạng 9                | n/a     |               |              | | Billy Bryant                                 | 2            |
| 1940-45   | Không tổ chức         | -                     | -                     | -                     | -                     | -                     | -                     | -                     | -                     |         |               |              | | -                                            | -            |
| 1945-46   | n/a                   | n/a                   | n/a                   | n/a                   | n/a                   | n/a                   | n/a                   | n/a                   | n/a                   | V4      |               |              | | Jimmy Hanlon Jack Rowley Billy Wrigglesworth | 2            |
| 1946-47   | H1                    | 42                    | 22                    | 12                    | 8                     | 95                    | 54                    | 56                    | Á quân                | V4      |               |              | | Jack Rowley                                  | 28           |
| 1947-48   | H1                    | 42                    | 19                    | 14                    | 9                     | 81                    | 48                    | 52                    | Á quân                | Vô địch |               |              | | Jack Rowley                                  | 28           |
| 1948-49   | H1                    | 42                    | 21                    | 11                    | 10                    | 77                    | 44                    | 53                    | Á quân                | Bán kết |               | Á quân       | | Jack Rowley                                  | 29           |
| 1949-50   | H1                    | 42                    | 18                    | 14                    | 10                    | 69                    | 44                    | 50                    | Hạng 4                | V6      |               |              | | Jack Rowley                                  | 23           |
| 1950-51   | H1                    | 42                    | 24                    | 8                     | 10                    | 74                    | 40                    | 56                    | Á quân                | V6      |               |              | | Stan Pearson                                 | 23           |
| 1951-52   | H1                    | 42                    | 23                    | 11                    | 8                     | 95                    | 52                    | 57                    | Vô địch               | V3      |               |              | | Jack Rowley                                  | 30           |
| 1952-53   | H1                    | 42                    | 18                    | 10                    | 14                    | 69                    | 72                    | 46                    | Hạng 8                | V5      |               | Vô địch      | | Stan Pearson                                 | 18           |
| 1953-54   | H1                    | 42                    | 18                    | 12                    | 12                    | 73                    | 58                    | 48                    | Hạng 4                | V3      |               |              | | Tommy Taylor                                 | 23           |
| 1954-55   | H1                    | 42                    | 20                    | 7                     | 15                    | 84                    | 74                    | 47                    | Hạng 5                | V4      |               |              | | Dennis Viollet                               | 21           |
| 1955-56   | H1                    | 42                    | 25                    | 10                    | 7                     | 83                    | 51                    | 60                    | Vô địch               | V3      |               |              | | Tommy Taylor                                 | 25           |
| 1956-57   | H1                    | 42                    | 28                    | 8                     | 6                     | 103                   | 54                    | 64                    | Vô địch               | Á quân  |               | Vô địch      | Cúp C1 - BK | Tommy Taylor                                 | 34           |
| 1957-58   | H1                    | 42                    | 16                    | 11                    | 15                    | 85                    | 75                    | 43                    | Hạng 9                | Á quân  |               | Vô địch      | Cúp C1 - BK | Dennis Viollet                               | 23           |
| 1958-59   | H1                    | 42                    | 24                    | 7                     | 11                    | 103                   | 66                    | 55                    | Á quân                | V3      |               |              | | Bobby Charlton                               | 29           |
| 1959-60   | H1                    | 42                    | 19                    | 7                     | 16                    | 102                   | 80                    | 45                    | Hạng 7                | V5      |               |              | | Dennis Viollet                               | 32           |
| 1960-61   | H1                    | 42                    | 18                    | 9                     | 15                    | 88                    | 76                    | 45                    | Hạng 7                | V4      | V2            |              | | Bobby Charlton                               | 21           |
| 1961-62   | H1                    | 42                    | 15                    | 9                     | 18                    | 72                    | 75                    | 39                    | Hạng 15               | Bán kết | n/a           |              | | David Herd                                   | 17           |
| 1962-63   | H1                    | 42                    | 12                    | 10                    | 20                    | 67                    | 81                    | 34                    | Hạng 19               | Vô địch | n/a           |              | | Denis Law                                    | 29           |
| 1963-64   | H1                    | 42                    | 23                    | 7                     | 12                    | 90                    | 62                    | 53                    | Á quân                | Bán kết | n/a           | Á quân       | Cúp C2 - TK | Denis Law                                    | 46           |
| 1964-65   | H1                    | 42                    | 26                    | 9                     | 7                     | 89                    | 39                    | 61                    | Vô địch               | Bán kết | n/a           |              | Cúp Hội chợ châu Âu - BK                                                                                                | Denis Law                                    | 39           |
| 1965-66   | H1                    | 42                    | 18                    | 15                    | 9                     | 84                    | 59                    | 51                    | Hạng 4                | Bán kết | n/a           | Đồng vô địch | Cúp C1 - BK | David Herd                                   | 33           |
| 1966-67   | H1                    | 42                    | 24                    | 12                    | 6                     | 84                    | 45                    | 60                    | Vô địch               | V4      | V2            |              | | Denis Law                                    | 25           |
| 1967-68   | H1                    | 42                    | 24                    | 8                     | 10                    | 89                    | 55                    | 56                    | Á quân                | V3      |               | Đồng vô địch | Cúp C1 - Vô địch | George Best                                  | 32           |
| 1968-69   | H1                    | 42                    | 15                    | 12                    | 15                    | 57                    | 53                    | 42                    | Hạng 11               | V6      |               |              | - Cúp C1 - BK - Cúp Liên lục địa - Á quân                                                                               | Denis Law                                    | 30           |
| 1969-70   | H1                    | 42                    | 14                    | 17                    | 11                    | 66                    | 61                    | 45                    | Hạng 8                | Hạng ba | Bán kết       |              | | George Best                                  | 23           |
| 1970-71   | H1                    | 42                    | 16                    | 11                    | 15                    | 65                    | 66                    | 43                    | Hạng 8                | V3      | Bán kết       |              | | George Best                                  | 21           |
| 1971-72   | H1                    | 42                    | 19                    | 10                    | 13                    | 69                    | 61                    | 48                    | Hạng 8                | V6      | V4            |              | | George Best                                  | 26           |
| 1972-73   | H1                    | 42                    | 12                    | 13                    | 17                    | 44                    | 60                    | 37                    | Hạng 18               | V3      | V3            |              | | Bobby Charlton                               | 7            |
| 1973-74   | H1                    | 42                    | 10                    | 12                    | 20                    | 38                    | 48                    | 32                    | Hạng 21               | V4      | V2            |              | | Lou Macari Sammy McIlroy                     | 6            |
| 1974-75   | H2                    | 42                    | 26                    | 9                     | 7                     | 66                    | 30                    | 61                    | Vô địch               | V3      | Bán kết       |              | | Lou Macari Stuart Pearson                    | 18           |
| 1975-76   | H1                    | 42                    | 23                    | 10                    | 9                     | 68                    | 42                    | 56                    | Hạng 3                | Á quân  | V4            |              | | Lou Macari                                   | 15           |
| 1976-77   | H1                    | 42                    | 18                    | 11                    | 13                    | 71                    | 62                    | 47                    | Hạng 6                | Vô địch | V5            |              | Cúp UEFA - V2 | Gordon Hill                                  | 22           |
| 1977-78   | H1                    | 42                    | 16                    | 10                    | 16                    | 67                    | 63                    | 42                    | Hạng 10               | V4      | V2            | Đồng vô địch | Cúp C2 - V2 | Gordon Hill                                  | 19           |
| 1978-79   | H1                    | 42                    | 15                    | 15                    | 12                    | 60                    | 63                    | 45                    | Hạng 9                | Á quân  | V3            |              | | Jimmy Greenhoff                              | 17           |
| 1979-80   | H1                    | 42                    | 24                    | 10                    | 8                     | 65                    | 35                    | 58                    | Á quân                | V3      | V3            |              | | Joe Jordan                                   | 13           |
| 1980-81   | H1                    | 42                    | 15                    | 18                    | 9                     | 51                    | 36                    | 48                    | Hạng 8                | V4      | V2            |              | UEFA Cup - V1 | Joe Jordan                                   | 15           |
| 1981-82   | H1                    | 42                    | 22                    | 12                    | 8                     | 59                    | 29                    | 78                    | Hạng 3                | V3      | V2            |              | | Frank Stapleton                              | 13           |
| 1982-83   | H1                    | 42                    | 19                    | 13                    | 10                    | 56                    | 38                    | 70                    | Hạng 3                | Vô địch | Á quân        |              | UEFA Cup - V1 | Frank Stapleton                              | 19           |
| 1983-84   | H1                    | 42                    | 20                    | 14                    | 8                     | 71                    | 41                    | 74                    | Hạng 4                | V3      | V4            | Vô địch      | Cúp C2 - BK | Frank Stapleton                              | 19           |
| 1984-85   | H1                    | 42                    | 22                    | 10                    | 10                    | 77                    | 47                    | 76                    | Hạng 4                | Vô địch | V3            |              | UEFA Cup - TK | Mark Hughes                                  | 24           |
| 1985-86   | H1                    | 42                    | 22                    | 10                    | 10                    | 70                    | 36                    | 76                    | Hạng 4                | V5      | V4            | Á quân       | | Mark Hughes                                  | 18           |
| 1986-87   | H1                    | 42                    | 14                    | 14                    | 14                    | 52                    | 45                    | 56                    | Hạng 11               | V4      | V3            |              | | Peter Davenport                              | 16           |
| 1987-88   | H1                    | 40                    | 23                    | 12                    | 5                     | 71                    | 38                    | 81                    | Á quân                | V5      | V5            |              | | Brian McClair                                | 31           |
| 1988-89   | H1                    | 38                    | 13                    | 12                    | 13                    | 45                    | 35                    | 51                    | Hạng 11               | V6      | V3            |              | | Mark Hughes Brian McClair                    | 16           |
| 1989-90   | H1                    | 38                    | 13                    | 9                     | 16                    | 46                    | 47                    | 48                    | Hạng 13               | Vô địch | V3            |              | | Mark Hughes                                  | 15           |
| 1990-91   | H1                    | 38                    | 16                    | 12                    | 10                    | 58                    | 45                    | 59                    | Hạng 6                | V5      | Á quân        | Đồng vô địch | Cúp C2 - Vô địch | Mark Hughes Brian McClair                    | 21           |
| 1991-92   | H1                    | 42                    | 21                    | 15                    | 6                     | 63                    | 33                    | 78                    | Á quân                | V4      | Vô địch       |              | - Cúp C2 - V2 - Siêu Cúp châu Âu - Vô địch                                                                              | Brian McClair                                | 24           |
| 1992-93   | NHA                   | 42                    | 24                    | 12                    | 6                     | 67                    | 31                    | 84                    | Vô địch               | V5      | V3            |              | UEFA Cup - V1 | Mark Hughes                                  | 16           |
| 1993-94   | NHA                   | 42                    | 27                    | 11                    | 4                     | 80                    | 38                    | 92                    | Vô địch               | Vô địch | Á quân        | Vô địch      | Champions League - V2                                                                                                   | Eric Cantona                                 | 25           |
| 1994-95   | NHA                   | 42                    | 26                    | 10                    | 6                     | 77                    | 28                    | 88                    | Á quân                | Á quân  | V3            | Vô địch      | Champions League - VB                                                                                                   | Andrei Kanchelskis                           | 15           |
| 1995-96   | NHA                   | 38                    | 25                    | 7                     | 6                     | 73                    | 35                    | 82                    | Vô địch               | Vô địch | V2            |              | UEFA Cup - V1 | Eric Cantona                                 | 19           |
| 1996-97   | NHA                   | 38                    | 21                    | 12                    | 5                     | 76                    | 44                    | 75                    | Vô địch               | V4      | V4            | Vô địch      | Champions League - BK                                                                                                   | Ole Gunnar Solskjær                          | 19           |
| 1997-98   | NHA                   | 38                    | 23                    | 8                     | 7                     | 73                    | 26                    | 77                    | Á quân                | V5      | V3            | Vô địch      | Champions League - TK                                                                                                   | Andy Cole                                    | 25           |
| 1998-99   | NHA                   | 38                    | 22                    | 13                    | 3                     | 80                    | 37                    | 79                    | Vô địch               | Vô địch | V5            | Á quân       | Champions League - Vô địch                                                                                              | Dwight Yorke                                 | 29           |
| 1999-2000 | NHA                   | 38                    | 28                    | 7                     | 3                     | 97                    | 45                    | 91                    | Vô địch               | n/a     | V3            | Á quân       | - Champions League - TK - Siêu cúp châu Âu - Á quân - Cúp bóng đá liên lục địa - Vô địch - Club World Championship - VB | Andy Cole Dwight Yorke                       | 22           |
| 2000-01   | NHA                   | 38                    | 24                    | 8                     | 6                     | 79                    | 31                    | 80                    | Vô địch               | V4      | V4            | Á quân       | Champions League - TK                                                                                                   | Teddy Sheringham                             | 21           |
| 2001-02   | NHA                   | 38                    | 24                    | 5                     | 9                     | 87                    | 45                    | 77                    | Hạng 3                | V4      | V3            | Á quân       | Champions League - BK                                                                                                   | Ruud van Nistelrooy                          | 36           |
| 2002–03   | NHA                   | 38                    | 25                    | 8                     | 5                     | 74                    | 34                    | 83                    | Vô địch               | V5      | Á quân        |              | Champions League - TK                                                                                                   | Ruud van Nistelrooy                          | 44           |
| 2003-04   | NHA                   | 38                    | 23                    | 6                     | 9                     | 64                    | 35                    | 75                    | Hạng 3                | Vô địch | V4            | Vô địch      | Champions League - Vòng 1/8                                                                                             | Ruud van Nistelrooy                          | 30           |
| 2004-05   | NHA                   | 38                    | 22                    | 11                    | 5                     | 58                    | 26                    | 77                    | Hạng 3                | Á quân  | Bán kết       | Á quân       | Champions League - Vòng 1/8                                                                                             | Wayne Rooney                                 | 17           |
| 2005–06   | NHA                   | 38                    | 25                    | 8                     | 5                     | 72                    | 34                    | 83                    | Hạng 2                | V5      | Vô địch       |              | Champions League - VB                                                                                                   | Ruud van Nistelrooy                          | 24           |
| 2006-07   | NHA                   | 38                    | 28                    | 5                     | 5                     | 83                    | 27                    | 89                    | Vô địch               | Á quân  | V4            |              | Champions League - BK                                                                                                   | Wayne Rooney Cristiano Ronaldo               | 23           |
| 2007-08   | NHA                   | 38                    | 27                    | 6                     | 5                     | 80                    | 22                    | 87                    | Vô địch               | V6      | V3            | Vô địch      | Champions League - Vô địch                                                                                              | Cristiano Ronaldo                            | 42           |
| 2008-09   | NHA                   | 38                    | 28                    | 6                     | 4                     | 68                    | 24                    | 90                    | Vô địch               | Bán kết | Vô địch       | Vô địch      | - Champions League - Á quân - Siêu cúp châu Âu - Á quân - Club World Cup - Vô địch                                      | Cristiano Ronaldo                            | 26           |
| 2009-10   | NHA                   | 38                    | 27                    | 4                     | 7                     | 86                    | 28                    | 85                    | Á quân                | V3      | Vô địch       | Á quân       | Champions League - TK                                                                                                   | Wayne Rooney                                 | 34           |
| 2010-11   | NHA                   | 38                    | 23                    | 11                    | 4                     | 78                    | 37                    | 80                    | Vô địch               | Bán kết | V5            | Vô địch      | Champions League - Á quân                                                                                               | Dimitar Berbatov                             | 21           |
| 2011-12   | NHA                   | 38                    | 28                    | 5                     | 5                     | 89                    | 33                    | 89                    | Á quân                | V4      | V5            | Vô địch      | - Champions League - VB - Europa League - Vòng 1/8                                                                      | Wayne Rooney                                 | 34           |
| 2012-13   | NHA                   | 38                    | 28                    | 5                     | 5                     | 86                    | 43                    | 89                    | Vô địch               | V6      | V4            |              | - Champions League - Vòng 1/8                                                                                           | Robin van Persie                             | 30           |
| 2013-14   | NHA                   | 38                    | 19                    | 7                     | 12                    | 64                    | 43                    | 64                    | Hạng 7                | V3      | Bán kết       | Vô địch      | - Champions League - TK                                                                                                 | Wayne Rooney                                 | 19           |
| 2014-15   | NHA                   | 38                    | 20                    | 10                    | 8                     | 62                    | 37                    | 70                    | Hạng 4                | V6      | V2            |              | | Wayne Rooney                                 | 14           |
| 2015–16   | NHA                   | 38                    | 19                    | 9                     | 10                    | 49                    | 35                    | 66                    | Hạng 5                | Vô địch | V4            |              | Champions League – Vòng bảng - Europa League – Vòng 16 đội                                                              | Anthony Martial                              | 17           |
| 2016–17   | NHA                   | 38                    | 18                    | 15                    | 5                     | 54                    | 29                    | 69                    | Hạng 6                | Tứ kết  | Vô địch       | Vô địch      | - Europa League - Vô địch                                                                                               | Zlatan Ibrahimović                           | 28           |
| 2017–18   | NHA                   | 38                    | 25                    | 6                     | 7                     | 68                    | 28                    | 81                    | Á quân                | Á quân  | Vòng 5        |              | - Champions League League - Vòng 1/8 - Siêu cúp châu Âu - Á quân                                                        | Romelu Lukaku                                | 27           |
| 2018-19   | NHA                   | 38                    | 19                    | 9                     | 10                    | 65                    | 54                    | 66                    | Hạng 6                | TK      | V3            |              | Champions League -Tứ kết                                                                                                | Paul Pogba                                   | 16           |
| 2019-20   | NHA                   | 38                    | 18                    | 12                    | 8                     | 66                    | 36                    | 66                    | Hạng 3                | BK      | Bán kết       |              | Europa League -Bán kết                                                                                                  | Anthony Martial                              | 23           |
| 2020-21   | NHA                   | 38                    | 21                    | 11                    | 6                     | 73                    | 44                    | 74                    | Á quân                | TK      | Bán kết       |              | - Champions League-Vòng bảng - Europa League - Á quân                                                                   | Bruno Fernandes                              | 26           |
| 2021-22   | NHA                   | 38                    | 16                    | 10                    | 12                    | 57                    | 57                    | 58                    | Hạng 6                | Vòng 4  | Vòng 3        |              | Champions League -Vòng 1/8                                                                                              | Cristiano Ronaldo                            | 24           |
| 2022-23   | NHA                   | 38                    | 23                    | 6                     | 9                     | 58                    | 43                    | 75                    | Hạng 3                | Á quân  | Vô địch       |              | Europa League -Tứ kết                                                                                                   | Marcus Rashford                              | 30           |